# Michel Zink

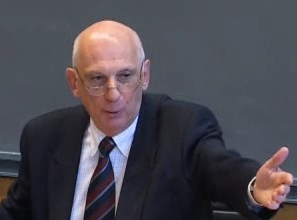
Michel Zink

Michel Zink (geboren op 5 mei 1945) is een Franse schrijver, mediëvist, filoloog en professor in de Franse literatuur, in het bijzonder die van de Middeleeuwen. Hij is de permanente secretaris van de Académie des Inscriptions et Belles-Lettres, een positie die hij sinds 2011 bekleedt, en hij werd in 2017 toegelaten tot de Académie française. Naast zijn academische werk heeft hij ook historische politieromans geschreven, waaronder één waarin het verhaal van Arsène Lupin wordt voortgezet.

## Biografie
Zink werd geboren in Issy-les-Moulineaux, in de buurt van Parijs, als zoon van de dichter Georges Zink en Marthe Cohn. Historicus Anne Zink en wiskundige Odile Favaron zijn zijn zussen. Hij studeerde in 1968 af aan de École normale supérieure en voltooide in 1970 zijn proefschrift, Recherches sur les pastourelles médiévales, onder leiding van Pierre Le Gentil terwijl hij werkte als assistent-professor aan de Paris-Sorbonne Universiteit. In samenwerking met Le Gentil voltooide Zink in 1975 een tweede proefschrift, La Prédication en langue romane avant 1300, en het jaar daarop werd hij hoogleraar aan de Universiteit van Toulouse-Le Mirail. Hij keerde in 1987 als professor terug naar de Sorbonne en verhuisde vervolgens naar het Collège de France in 1994, waar hij de leerstoel Literatuur van het middeleeuwse Frankrijk bekleedde. Deze leerstoel is speciaal voor Zink in het leven geroepen na twintig jaar leeg te hebben gestaan. Zink verliet het Collège de France in 2016.
Hij werd in 2000 verkozen tot lid van de Académie des Inscriptions et Belles-Lettres, waar hij de leeggekomen zetel van mediëvist Félix Lecoy vervulde. Hij werd in 2004 benoemd tot voorzitter van de raad van bestuur van de École normale supérieure, maar trad het jaar daarop af uit protest tegen het feit dat Monique Canto-Sperber het hoofd van de instelling zou worden. In 2007 ontving hij een Balzan-prijs. In 2017 werd Zink verkozen tot zetel 37 van de Académie française, waarmee hij de leeggekomen plaats vervulde die was ontstaan door het overlijden van historicus René Girard.

## Werken

### Literaire essays en kritische edities
- La Pastourelle : poésie et folklore au Moyen Âge, Paris, Bordas, coll. Etudes, 1972, 160 p.
- La Prédication en langue romane avant 1300, Paris, Champion, coll. Nouvelle Bibliothèque du Moyen Age, 1976, 580 blz.; 2 e ed. revue, 1982.
- Belle : essai sur les chansons de toile, suivi d'une édition et d'une traduction, Paris, Champion, coll. Essais sur le Moyen Age, 1978, 184 p.
- Roman rose en rose rouge : le Roman de la Rose ou de Guillaume de Dole de Jean Renart, Parijs, Nizet, 1979, 127 p.
- Le Roman d'Apollonius de Tyr, editie, vertaling en presentatie, Parijs, UGE coll. 18/10. Série Bibliothèque médiévale No. 1483, 1982, 315 blz. ; puis nouvelle édition revue, Parijs, LGF, coll. Le Livre de poche. Lettres gothics No. 4570, 2006, 285 p.
- La Subjectivité littéraire autour du siècle de Saint Louis, Parijs, PUF, coll. Écriture, 1985, 267 p.
- Rutebeuf, Œuvres complètes, texte établi, traduit, annoté and presenté avec variantes, Paris, Garnier, coll. Classiques Garnier, 1989–1990, 2 delen, 514 p. en 535 p. ; réédition dans une nouvelle édition revue et mise à jour, Paris, LGF, coll. Le Livre de poche. Lettres gothics n° 4560, 2001, 1054 p.
- Le Moyen Âge : Franse literatuur, coll. Phares, Presses Universitaires de Nancy, 1990, 167 p. réédition augmentée sous le titre Introduction à la littérature du Moyen-Âge, Paris, LGF, coll. Le Livre de poche. Referenties, 1993, 186 p. ISBN 978-2-253-06422-0
- Les Voix de la geweten : parole du poète et parole de Dieu dans la littérature médiévale, Caen, Paradigme, 1992, 418 p. [recueil d'articles].
- Littérature française du Moyen Âge, Parijs, PUF, coll. Premier cyclus, 1992, X-400 p.; 2e editie revue en mise à jour, 2001.
- Le Moyen Âge et ses chansons ou Un passé en trompe-l'œil, Parijs, Éditions de Fallois, 1996, 231 p.
- Froissart et le temps, Parijs, PUF, coll. Moyen Age, 1998, 225 p.
- Le Jongleur de Notre-Dame : contes chrétiens du Moyen Âge, Parijs, Le Seuil, 1999, 204 p.
- Déodat of La transparantie : un roman du Graal, Parijs, Le Seuil, 2002, 153 p.
- Poésie et conversion au Moyen Âge, Parijs, PUF, 2003, 346 p.
- Le Moyen Âge de Gaston Paris, Parijs, Éditions Odile Jacob, 2004, 342 p.
- Le Moyen Âge à la lettre : abécédaire médiéval, Parijs, Tallandier, 2004, 137 p.
- Livres anciens, lecture vivante, Parijs, Éditions Odile Jacob, 2010, 352 p.
- D'autres langues que la mienne, Parijs, Éditions Odile Jacob, 2014, 288 p.
- Bienvenue au Moyen Âge, Equateurs / France Inter, 2015, 184 p.
- L'Humiliation, le Moyen Âge et nous, Parijs, Albin Michel, 2017, 261 p.

### Romans
- Le Tiers d'amour : un roman des troubadours, Parijs, Éditions de Fallois, 1998, 205 p.
- Arsène Lupin et le mystère d'Arsonval, Parijs, Éditions de Fallois, 2004, 153 p. ; réédition, Parijs, LGF, coll. Le Livre de poche nr. 35026, 2006 ISBN 2-253-11528-2
- Un portefeuille toulousain, Parijs, Éditions de Fallois, 2007, 153 p. ; réédition, Parijs, LGF, coll. Le Livre de poche n° 31604, 2009 ISBN 978-2-253-12447-4
- Bérets noirs, bérets rouges, Parijs, Éditions de Fallois, 2018, 220 p.

### Autobiografie
- Seuls les enfants savent lire, Parijs, Taillandier, 2009, 121 p. ISBN 978-2-84734-353-3. Réédition : Parijs, Les Belles Lettres, 2019, 150 p. ISBN 978-2-251-44886-2.

### Samenwerkingen
- Commentaar op Girart de Roussillon ou L'épopée de Bourgogne, met M. Thomas, bewerking in modern Frans van R.-H. Guerrand, Parijs, Philippe Lebaud, 1990.
- Histoire européenne du roman médiéval : esquisse et perspectives, met M. Stanesco, Parijs, PUF, coll. Écriture, 1992, 218 p.
- Herziene uitgave van Dictionnaire des lettres françaises. Le Moyen Âge met Geneviève Hasenohr, Parijs, LGF, coll. Le Livre de poche. La Pochothèque, 1992 ; repr. 1994 ISBN 2-213-59340-X, oorspronkelijk door Robert Bossuat, Louis Pichard en Guy Raynaud de Lage, Parijs, 1939-1964.
- L'Art d'aimer au Moyen Âge, met M. Cazenave, D. Poirion en A. Strubel; Éditions du Félin, Ph. Lebaud, 1997, Un nouvel art d'aimer, p. 7-70.
- Pages manuscrites de la littérature médiévale, met Geneviève Hasenohr, Parijs, LGF, coll. Le Livre de poche. Lettres gothics, 1999, 95 p.
- L'Œuvre en zoon ombre : que peut la littérature secondaire ?, onder redactie van Michel Zink, andere bijdragen van Yves Bonnefoy, Pierre Bourdieu, Pascale Casanova, Antoine Compagnon, Michael Edwards, Marc Fumaroli, Michel Jarrety, Hubert Monteilhet, Carlo Ossola, Harald Weinrich, Parijs, Éditions de Fallois, 2002, 154 p.
- Le Moyen Âge de Gaston Paris : la poésie à l'épreuve de la philologie, onder redactie van Michel Zink, Parijs, Éditions Odile Jacob, coll. Collège de France, 2004, 343 p.
- Naissance, Renaissances, Moyen Âge – XVI e siècle, met Frank Lestringant, Parijs, PUF, 2006, 1063 p.
- Froissart dans sa forge, onder redactie van Michel Zink, colloquium gehouden in Parijs, 4–6 november 2004, Parijs, Académie des Inscriptions et Belles-Lettres – Collège de France, Éd. de Boccard, 2006, p. 5-6, 85-89 en 231-234.
- Moyen Âge et Renaissance au Collège de France, met Pierre Toubert, Parijs, Fayard, 2009, 665 p.

## Onderscheidingen en prijzen

### Onderscheidingen
- 2021 : Grootofficier van het Legioen van Eer
- 2020 : Commandant van de Ordre des Arts et des Lettres
- 2019 : Gouden en Zilveren Ster van de Orde van de Rijzende Zon
- 2015 : Commandeur in de Orde van Verdienste van de Italiaanse Republiek
- 2001 : Commandant van de Ordre des Palmes académiques

### Prijzen
- 2014 : Prix Provins-Moyen Age
- 2007 : Balzan-prijs
- 2001 : Medaille van de Consistori del Gay Sabre
- 1996 : Grote gouden medaille van de Arts-Sciences-Letters Society
- 1987 : Prijs van de International Association for French Studies

### Eredoctoraten
- 2014 : Universiteit van Boekarest
- 2004 : Universiteit van Sheffield